# Vincent Ward
Vincent Ward (Greytown, 16 de febrero de 1956) es un director de cine, guionista y artista multimedia neozelandés. En 2007 recibió la Orden de Nueva Zelanda por su contribución al mundo del cine. 

## Biografía
Estudio en el St Patrick's College, y en la Ilam School de Bellas Artes, dependiente de la University of Canterbury en Christchurch, Nueva Zelanda.

## Carrera
Mientras aún estaba en la escuela Ward empezó a escribir y dirigir películas. Entre 1978–81, filmó el documental In Spring One Plants Alone, que ganó en 1982 el Gran Premio de Cinema du Reel (París), y el premio Silver Hugo en el Chicago Film Festival. In Spring One Plants Alone supuso el punto de partida para su trabajo Rain of the Children (2008), pero su debut en un largometraje fue con Vigil (1984).
Vigil, The navigator: una odisea en el tiempo (1988) y Mapa del sentimiento humano (1993) fueron los primeros films de Nueva Zelanda seleccionados para la sección oficial del Festival de Cannes. estos tres films ganaron 30 premios internacionales, en Italia, España, Alemania, Estados Unidos y Francia. 
The navigator: una odisea en el tiempo llamó la atención de Hollywood y Ward dirigiría allí Más allá de los sueños, protagonizada por Robin Williams, que fue nominada a dos Oscars y ganó el de mejores efectos visuales en 1999. 
En Estados Unidos Ward escribió un guion para Alien 3 que fue rechazado por la productora. Pero también escribió el material que dio pie a la película de El último samurái, pero en vez de dirigir la película protagonizada por Tom Cruise ejerció de productor ejecutivo. Luego escribió y dirigió la película River Queen protagonizada por Kiefer Sutherland y Samantha Morton.
Rain of the Children ganó el premio Era New Horizons Film Festival y fue nominado al mejor director y mejor música en el Qantas Film and TV Awards de Nueva Zelanda.
Vincent Ward fue nominado a mejor director por el gremio de directores australianos for Rain of the Children.
In 2010 publicó el libro Vincent Ward: The Past Awaits, como una crónica de su carrera.
Ward esta actualmente centrado en el mundo del arte. 
Ha hecho tres exposiciones que combinan pintura, fotografía y video, por ejemplo, En 2011 presentó Breath en la Govett-Brewster Art Gallery de New Plymouth.
En 2012 presentó Inhale y Exhale en Auckland.
Editó un tercer libro, Inhale | Exhale, para coincidir con estas exposiciones. Ward ha sido reconocido en la bienal de arte de Shanghái de 2012. on The Bund.

## Filmografía
- A State of Siege (1978) (corto) director y guionista
- In Spring One Plants Alone (1981) (corto) director, producer y guionista
- Vigil (1984, director y guionista)
- The navigator: una odisea en el tiempo (1988, director y guionista)
- Alien 3 (1992, storywriter)
- Mapa del sentimiento humano (1993, director, productor y guionista)
- Más allá de los sueños (1998, director)
- El último samurái (2003, productor ejecutivo)
- River Queen (2005, director y guionista)
- Rain of the Children (2008, director, productor y guionista)